# ناحیه عشعاشه
دائرة عشعاشة (به عربی: دائرة عشعاشة) یک سکونتگاه مسکونی در الجزایر است که در استان مستغانم واقع شده‌است.

## خصوصیات
دائرة عشعاشة ۶۳٬۶۴۴ نفر جمعیت دارد.